# Irruption (Ökologie)

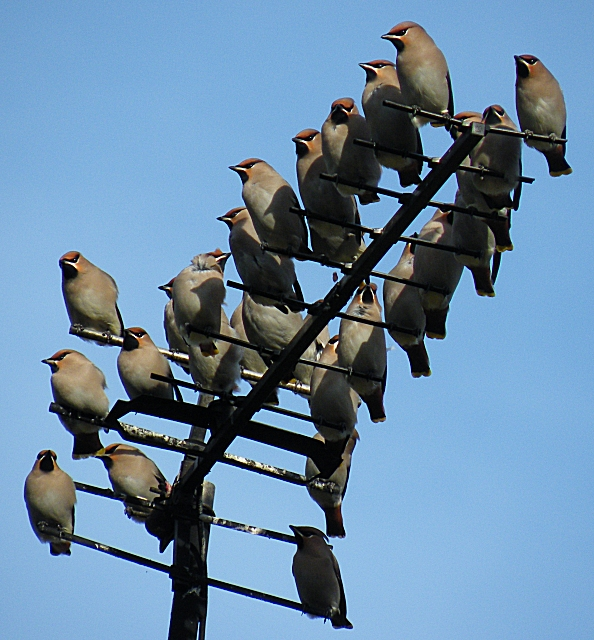
Zu Irruptionen kann es aus verschiedenen, oft wechselwirkenden Gründen kommen. Der Seidenschwanz (Bombycilla garrulus) wandert in manchen Jahren in großer Zahl in West- und Mitteleuropa ein, wenn sich die Bestände im nördlichen Eurasien durch erfolgreiche Bruten stark vermehren und das Angebot an Beeren knapp ist.

Als Irruption (lateinisch „Überfall, Einbruch“) wird in der Ökologie eine sprunghafte Einwanderung von nicht ansässigen Tierarten, meist Insekten und Vögeln, in ein Gebiet bezeichnet. In ihrem Ursprungsgebiet bezeichnet man diese Wanderung hingegen als Eruption (lateinisch „Ausbruch“). Die entsprechenden Arten werden in der Ornithologie als Irruptions- beziehungsweise Eruptionsvögel bezeichnet. Ursache ist meist eine Gradation im Herkunftsgebiet, also ein sprunghafter Populationsanstieg. Eine solche Fluktuation in der Populationsdynamik wird etwa durch viele erfolgreiche Bruten im Frühjahr oder eine verstärkte Rückwanderung aus den Winterquartieren bei Zugvögeln hervorgerufen. Bei gleichzeitigem Unterangebot an Nahrung oder Brutplätzen entsteht ein Populationsdruck, der viele Individuen zur Evasion in ansonsten gemiedene Regionen veranlasst. Häufig kehren diese Vögel nicht in ihre Ursprungsgebiete zurück und werden auch nicht in den Regionen heimisch, in die sie abwandern. Stattdessen kommt es zu einem Totwandern, das heißt, die Tiere kommen um, ohne zurückzukehren.